# Freezerburns
Freezerburns — веб-шоу с обзорами замороженных продуктов, которое организовал Грегори Нг (Энг). Называя себя «Мастером замороженных продуктов», Энг дегустировал и изучал различные марки замороженных продуктов, а затем присваивал им рейтинг, основанный на его мнении. Шоу началось на его веб-сайте frosterburns.com, но затем расширилось на YouTube и было присоединено к каналу Hungry Nation Next New Networks , и его можно было увидеть примерно на 20 других веб-сайтах. Сайт Freezerburns, имея 55 тыс. посетителей в месяц и 5 тыс. просмотров за показ каждого шоу, привлек внимание крупных продовольственных компаний, таких как Kraft и ConAgra, которые присылали на проверку упаковки замороженных продуктов. Шоу Freezerburns было представлено в различных новостях и блогах.

## Формат
Грегори Нг (Энг), самопровозглашённый «Мастер замороженных продуктов», был постоянным ведущим шоу Freezerburns. Каждый эпизод начинался с музыкальной темы Freezerburns, написанной и исполненной независимым артистом Скирмишем. Наряду с письменными обзорами, доступными на веб-сайте Freezerburns, Грегори размещал различные типы обзоров, в том числе полноценные обзоры, обзоры из одного слова, обзоры «Fro-Down», в которых сравнивались два похожих предмета, и живые обзоры. Стиль Энга был расслабленным, он говорил с публикой небрежно. Он демонстрировал замороженное блюдо и после приготовления комментировал его вкус, иногда при первом надкусывании. Каждая серия заканчивалась «вопросом дня», который помогал Энгу взаимодействовать со своими зрителями.

## Актеры и съемочная группа
Энг называл Freezerburns «шоу одного человека» и заявлял, что никто не помогал ему в создании видео. Он проводил 25 часов в неделю, снимая, редактируя и отвечая на электронные письма о Freezerburns. В особых случаях, таких как обзоры в прямом эфире, к Грегу присоединялись соведущие.

## Отзывы
Реакция критиков на Freezerburns была в основном положительной, критики хвалили как содержание, так и идею. Лиз Шеннон Миллер из Gigaom сказала, что Энг подготовил «исключительно подробные обзоры», которые «также умудряются быть довольно интересными». Дэвид Гарланд из Open Forum похвалил концепцию и маркетинговую стратегию Энга, заявив, что веб-шоу было «фантастическим примером креативного маркетинга и воплощения идей в жизнь».

## Прекращение шоу
31 августа 2014 года Энг опубликовал свой обзор пищи Kid Cuisine «Как приручить дракона с куриными наггетсами». В середине видео Энг, оказывается «сытым по горло» качеством еды и резко уходит от камеры, заявляя, что покидает шоу.
Многие критики и фанаты обвинили Энга в инсценировке такого финала. В интервью Adweek Энг объяснил, что окончание шоу находится в разработке, но время было выбрано спонтанно: «Я рассмотрел это конкретное блюдо Kid Cuisine и просто очень разозлился во время обзора. Оно ориентировано на детей, и это просто это не то, что я бы им подал. Это также была еда, которая имеет рекламную привязку к фильму „Как приручить дракона 2“, и коммерциализация еды меня расстроила. Я записываю каждый эпизод с одного дубля и это просто произошло. Так что это не было постановкой, но к этому моменту, безусловно, была подготовка».
В интервью CBS This Morning Энг рассказал, что популярность его последнего эпизода застала его врасплох.